# Пополани
Пополани (італ. Popolo — народ) — торгово-ремісничі верстви міст Північної і Центральної Італії в XII—XIV ст., які об'єднувалися в цехи.
Наприкінці XII-початку XIII ст. пополани вели боротьбу з нобіле-феодалами, до середини XIII ст. встановили свою владу в ряді міст: у Болоньї (1245), у Флоренції (1250) та інших.
У цих містах-державах була встановлена виборна влада представників цехів і, часто — окрема посада капітано-дель-пополо (капітан пополанів), а феодали були позбавлені політичних прав у законодавчому порядку «Встановленням справедливості» у Флоренції в 1293 році, «Народними статутами» Сієни в 1277 році. До XIV ст. відбулося різке розшарування пополанів на «жирний народ» (міська верхівка) і «худий народ».
У XIV ст. термін «пополани» зник.